# Aire urbaine de Cholet
L'aire urbaine de Cholet est une aire urbaine française constituée autour de la ville de Cholet (Maine-et-Loire).

## Données générales
L'aire urbaine de Cholet était composée de 24 communes en 2010. Le regroupement de plusieurs communes en communes nouvelles en 2016 amène ce nombre à 19 en 2017, situées en Maine-et-Loire, sauf une située dans les Deux-Sèvres.
Son pôle urbain est l'unité urbaine de Cholet (couramment appelée agglomération).

## Composition
La liste des communes de l'aire urbaine est la suivante :
| Nom                           | Code Insee | Statut           | Superficie (km2) | Population (dernière pop. légale) | Densité (hab./km2) |
| ----------------------------- | ---------- | ---------------- | ---------------- | --------------------------------- | ------------------ |
| Bégrolles-en-Mauges           | 49027      |                  | 14,62            | 2 115 (2022)                      | 145                |
| Chanteloup-les-Bois           | 49070      |                  | 27,47            | 712 (2022)                        | 26                 |
| Cholet                        | 49099      |                  | 87,47            | 54 074 (2022)                     | 618                |
| Maulévrier                    | 49192      |                  | 33,42            | 3 206 (2022)                      | 96                 |
| Le May-sur-Èvre               | 49193      |                  | 31,62            | 3 878 (2022)                      | 123                |
| Mazières-en-Mauges            | 49195      |                  | 8,9              | 1 257 (2022)                      | 141                |
| Nuaillé                       | 49231      |                  | 13,23            | 1 454 (2022)                      | 110                |
| La Plaine                     | 49240      |                  | 22,16            | 1 016 (2022)                      | 46                 |
| La Romagne                    | 49260      |                  | 15,93            | 2 012 (2022)                      | 126                |
| Saint-Christophe-du-Bois      | 49269      |                  | 21,75            | 2 843 (2022)                      | 131                |
| Saint-Léger-sous-Cholet       | 49299      |                  | 9,6              | 3 099 (2022)                      | 323                |
| Saint-Pierre-des-Échaubrognes | 79289      |                  | 28,92            | 1 396 (2022)                      | 48                 |
| La Séguinière                 | 49332      |                  | 31,15            | 4 199 (2022)                      | 135                |
| Sèvremoine                    | 49301      | commune nouvelle | 213,07           | 25 764 (2022)                     | 121                |
| La Tessoualle                 | 49343      |                  | 21,21            | 3 178 (2022)                      | 150                |
| Toutlemonde                   | 49352      |                  | 12,63            | 1 316 (2022)                      | 104                |
| Trémentines                   | 49355      |                  | 34,06            | 3 078 (2022)                      | 90                 |
| Vezins                        | 49371      |                  | 18,02            | 1 750 (2022)                      | 97                 |
| Yzernay                       | 49381      |                  | 40,66            | 1 829 (2022)                      | 45                 |

## Évolution démographique
L'évolution démographique ci-dessous concerne l'aire urbaine selon le périmètre défini en 2010.
| 1968   | 1975   | 1982    | 1990    | 1999    | 2007    | 2012    | 2017    |
| ------ | ------ | ------- | ------- | ------- | ------- | ------- | ------- |
| 80 205 | 94 664 | 104 202 | 107 697 | 108 135 | 112 076 | 114 957 | 116 963 |

## Délimitation de 1999
D'après la délimitation établie par l'INSEE, l'aire urbaine de Cholet était composée de 11 communes en 1999, toutes situées en Maine-et-Loire.
Son pôle urbain était formé par l'unité urbaine de Cholet, qui est une ville isolée (unité urbaine d’une seule commune). 
Les 10 autres communes, dites monopolarisées, se répartissaient entre 6 communes rurales et 4 communes urbaines, qui sont des villes isolées (unités urbaines d’une seule commune) : La Séguinière, La Tessoualle, Saint-Christophe-du-Bois et Trémentines
En 1999, ses 74 055 habitants faisaient d'elle la 104e des 354 aires urbaines françaises.